# Acalypha ocymoides
Acalypha ocymoides é uma espécie de flor do gênero Acalypha, pertencente à família Euphorbiaceae.